# Пјане (Верона)
Пјане је насеље у Италији у округу Верона, региону Венето.
Према процени из 2011. у насељу је живело 24 становника. Насеље се налази на надморској висини од 912 м.